# ويليام تروي
ويليام تروي (بالإنجليزية: William Troy)‏ هو كاتب أمريكي، ولد في 11 يوليو 1903 في شيكاغو في الولايات المتحدة، وتوفي في 26 مايو 1961.